# Elektrownia jądrowa Biblis
Elektrownia jądrowa Biblis (niem. Kernkraftwerk Biblis, KWB) – wyłączona z eksploatacji elektrownia jądrowa znajdująca się w Niemczech w kraju związkowym Hesja niedaleko miejscowości Biblis, nad ujściem rzeki Weschnitz do Renu. Składa się z dwóch bloków typu PWR o łącznej mocy 2407 MW. Została wyłączona z użycia w sierpniu 2011 roku. 

## Historia
W 1970 roku rozpoczęto budowę pierwszego bloku nowej elektrowni jądrowej nad Renem niedaleko Biblis, 13 km od Wormacji, a dwa lata później ruszyła budowa bloku B. Ich włączenie do sieci nastąpiło kolejno w latach 1974 i 1976. Budowa pochłonęła odpowiednio 800 mln i 1 mld DM. W latach 70. XX wieku planowano jeszcze budowę dwóch kolejnych bloków C i D, jednak zaniechano ich w latach 90. W latach 80. elektrownia dostarczała zaspokajała ok. 60% zapotrzebowania Hesji na energię elektryczną. W 2006 roku w Biblis oddano do użytku magazyn na odpady radioaktywne z elektrowni dopuszczony na okres 40 lat. 
Pierwotne plany rządu zakładały, że blok A zostanie wyłączony najpóźniej w sierpniu 2009 roku w związku z programem odchodzenia od energii atomowej przez Niemcy. Blok B miał zakończyć działalność w 2010 roku. Okres eksploatacji obydwu bloków został ten jednak przedłużony do połowy 2011 roku, natomiast blok B uzyskał pozwolenie na funkcjonowanie do końca 2012 roku. Po katastrofie w Fukushimie 11 marca 2011, podjęto decyzję o tymczasowym wyłączeniu wszystkich bloków jądrowych powstałych przed 1980 rokiem na terenie Niemiec. W związku z tym 18 marca wyłączono blok A. Blok B był wówczas wyłączony ze względu na planowe prace konserwacyjne. W maju 2011 podjęto decyzję o nieuruchamianiu ponownie bloku A, natomiast w lipcu podjęto decyzję o trwałym wyłączeniu obydwu bloków elektrowni, przy czym blok B miał stanowić tzw. „zimną rezerwę”. W sierpniu tego samego roku ostatecznie z tego zrezygnowano i postanowiono o całkowitym wyłączeniu obu bloków. 
W 2017 roku RWE Power, operator elektrowni, otrzymał zgodę od parlamentu Hesji na rozbiórkę obiektu. Planowana jest całkowita rozbiórka i neutralizacja terenu elektrowni do 2032 roku. 

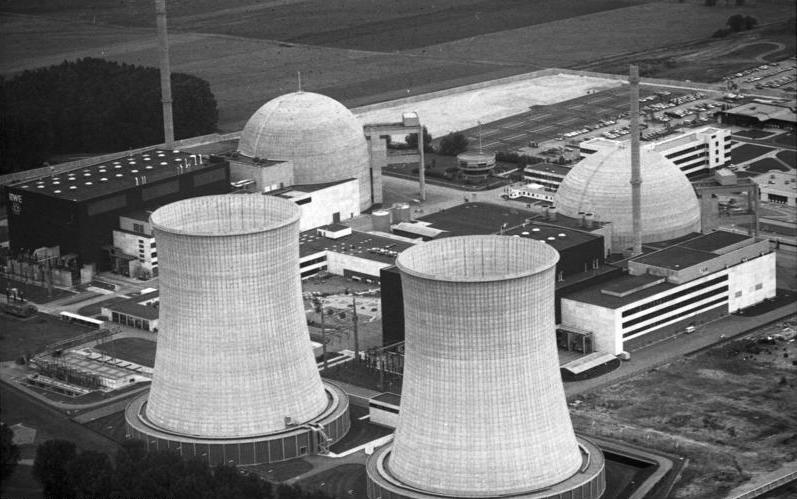
Archiwalne zdjęcie elektrowni (1979)
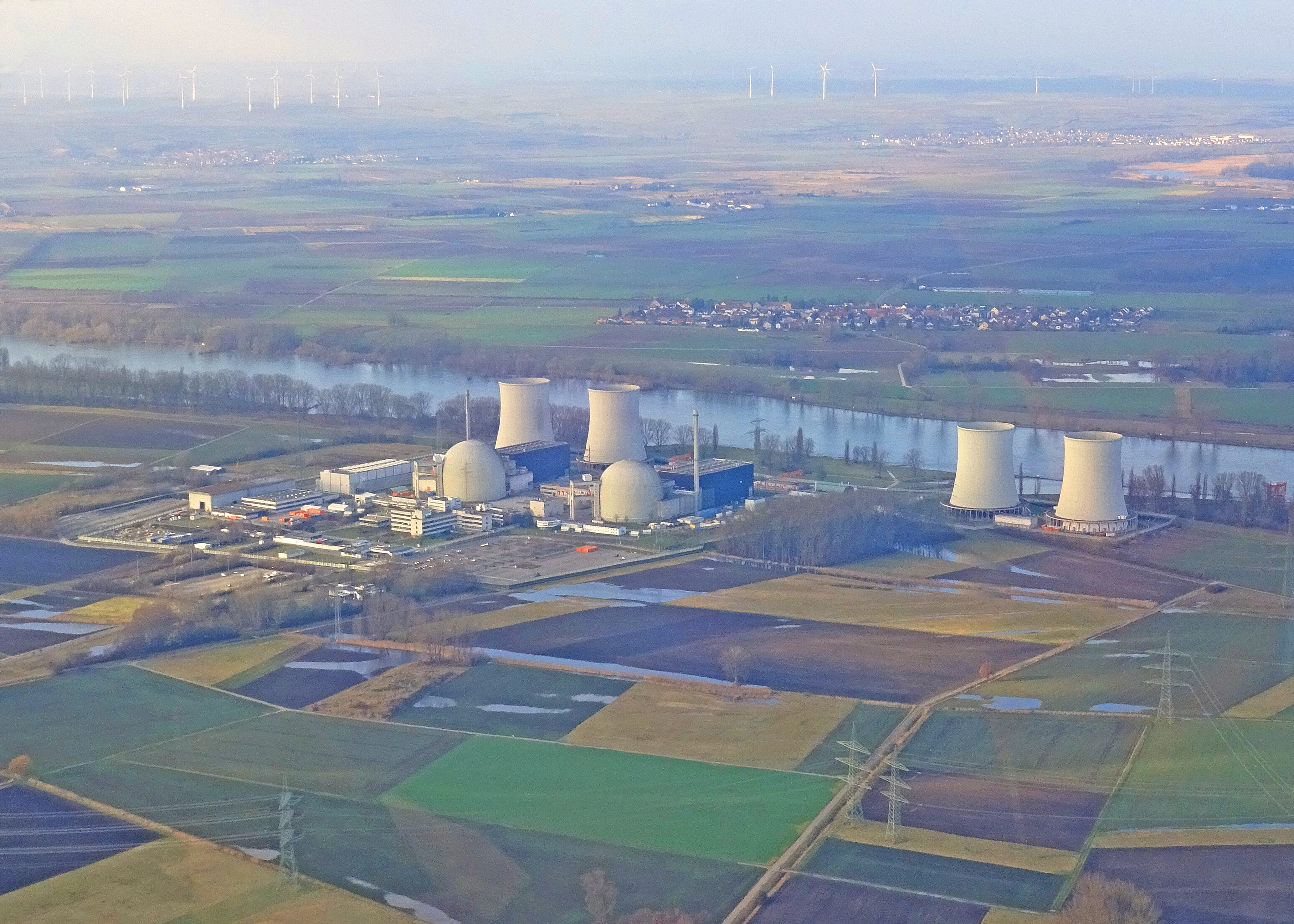
Widok z lotu ptaka na elektrownię (2018)
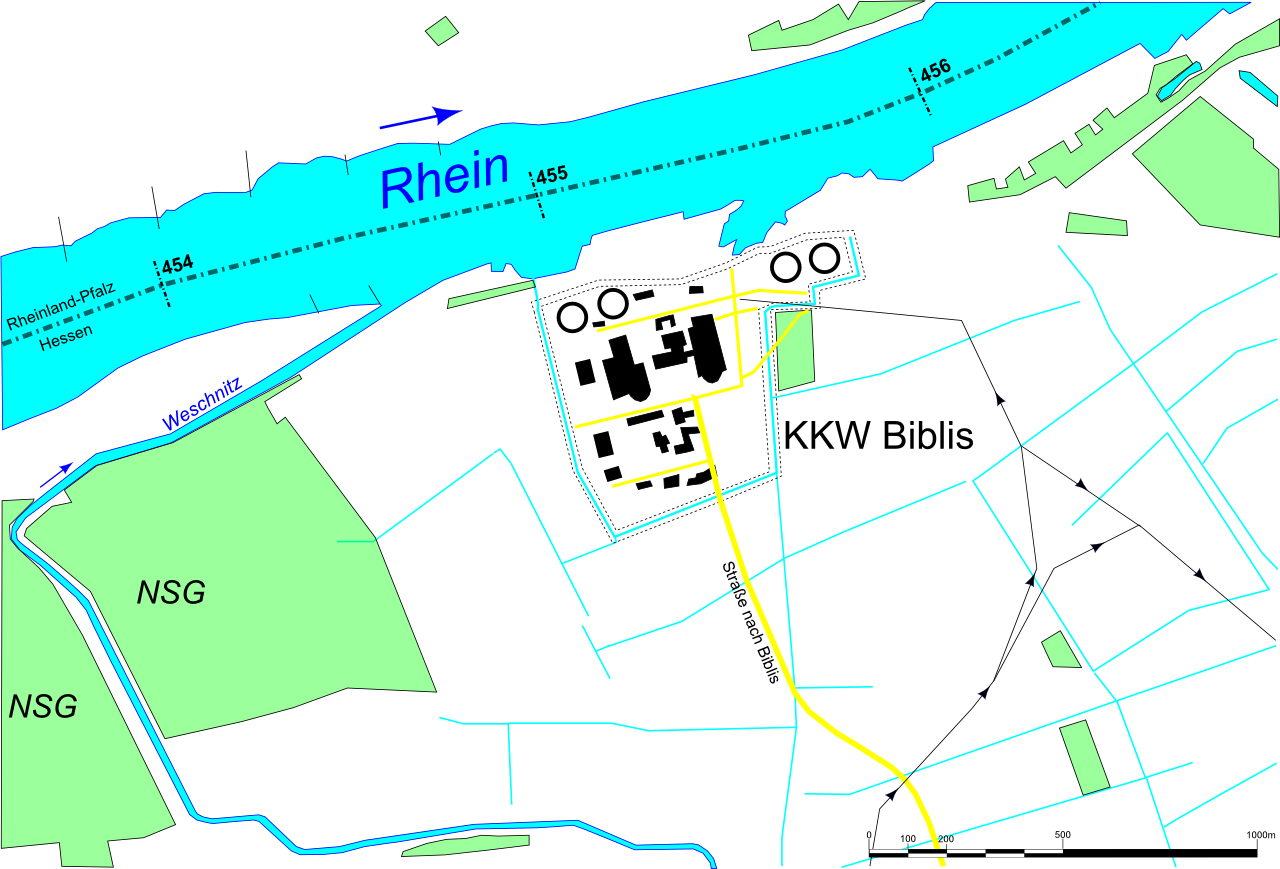
Plan obiektu

## Dane techniczne
| Blok     | Typ | Stan                     | Rozpoczęcie budowy | Włączenie do sieci | Rozpoczęcie działalności komercyjnej | Wyłączenie z eksploatacji | Moc elektryczna netto | Moc elektryczna brutto | Moc termiczna | Produkcja energii elektrycznej od uruchomienia |
| -------- | --- | ------------------------ | ------------------ | ------------------ | ------------------------------------ | ------------------------- | --------------------- | ---------------------- | ------------- | ---------------------------------------------- |
| Biblis-A | PWR | Wyłączony z eksploatacji | 01.1970            | 08.1974            | 02.1975                              | 08.2011                   | 1167 MW               | 1225 MW                | 3517 MW       | 247 TWh                                        |
| Biblis-B | PWR | Wyłączony z eksploatacji | 02.1972            | 04.1976            | 01.1977                              | 08.2011                   | 1240 MW               | 1300 MW                | 3733 MW       | 264 TWh                                        |

Źródła: